# Лермонтовский сельсовет (Тамбовский район)
Ле́рмонтовский сельсове́т — сельское поселение в Тамбовском районе Амурской области.
Административный центр — село Лермонтовка.

## История
11 июня 2005 года в соответствии с Законом Амурской области № 29-ОЗ муниципальное образование наделено статусом сельского поселения.

## Население
| 2002 | 2010 | 2011 | 2012 | 2013 | 2014 | 2015 |
| ---- | ---- | ---- | ---- | ---- | ---- | ---- |
| 804  | ↘704 | →704 | ↗715 | ↘708 | ↗714 | ↗715 |
| 2016 | 2017 | 2018 | 2021 |      |      |      |
| ↗724 | ↗727 | ↗737 | ↘670 |      |      |      |

## Состав сельского поселения
| № | Населённый пункт | Тип населённого пункта       | Население |
| - | ---------------- | ---------------------------- | --------- |
| 1 | Лермонтовка      | село, административный центр | ↘670      |